# Hirundineinae
Hirundineinae es una subfamilia recientemente propuesta de aves paseriformes perteneciente a la familia Tyrannidae, cuyas especies se distribuyen ampliamente por América del Sur.

## Taxonomía
Los amplios estudios genético-moleculares realizados por Tello et al. (2009) descubrieron una cantidad de relaciones novedosas dentro de la familia Tyrannidae que todavía no están reflejadas en la mayoría de las clasificaciones. Siguiendo estos estudios, Ohlson et al. (2013) propusieron una nueva organización y división de la familia  Tyrannidae, que según el ordenamiento propuesto se divide en las subfamilias Hirundineinae, Muscigrallinae Ohlson, Irestedt, Ericson & Fjeldså, 2013, Tyranninae Vigors, 1825 , Elaeniinae, Cabanis & Heine, 1859-60 y Fluvicolinae Swainson, 1832-33.

## Géneros
Según el ordenamiento propuesto, la presente subfamilia agrupa a los siguientes géneros:
- Myiotriccus
- Nephelomyias
- Pyrrhomyias
- Hirundinea